# Tychkut
Tychkut – wieś w Armenii, w prowincji Sjunik. W 2011 roku liczyła 69 mieszkańców.